# توشراتا
كان توشراتا (بالإنجليزية: Artashumara أو Tušratta أو Tuišeratta أوTvaiṣáratha)‏ مملكة ميتاني الحورية في بلاد الرافدين في نهاية عهد أمنحتب الثالث وخلال عهد أخناتون وذلك حوالي نهاية القرن الرابع عشر قبل الميلاد.
ورث توشراتا العرش عن أخيه أرتاشومارا بعد أبيه الملك شوتارنا الثاني، وكانت أخت الملك توشراتا غليوخيبا وابنته تدوخيبا قد زوجتا إلى الفرعون المصري أمنحتب الثالث؛ ثم تزوجت تدوخيبا بعد ذلك الفرعون أخناتون.
أصبح أرتاتاما الثاني ملكاً على ميتاني بعد وفاة توشراتا.

## اقرأ ايضاً
- ميتاني